# La Neuve-Lyre
La Neuve-Lyre is een gemeente in het Franse departement Eure (regio Normandië) en telt 567 inwoners (1999). De plaats maakt deel uit van het arrondissement Évreux.

## Geografie
De oppervlakte van La Neuve-Lyre bedraagt 2,8 km², de bevolkingsdichtheid is 202,5 inwoners per km².
De onderstaande kaart toont de ligging van La Neuve-Lyre met de belangrijkste infrastructuur en aangrenzende gemeenten.

## Demografie
Onderstaande figuur toont het verloop van het inwonertal (bron: INSEE-tellingen).